# Десантные катера типа «Кентавр»
Бронированные десантно-штурмовые катера (БДШК / ДШК) проекта 58181 «Кентавр» — тип штурмовых катеров украинской разработки. Катера призваны решать задачи в ближайшей морской и речной зонах, вступая в бой с противником или обеспечивая доставку и высадку десанта.

## История проектирования
В 2014 году Исследовательско-проектным центром кораблестроения (ГП «ИПЦК») в городе Николаеве в инициативном порядке были начаты работы по созданию проекта быстроходного бронированного десантно-штурмового катера (БДШК). Разработка проходила под руководством главного конструктора С. В. Кривко, ранее принимавший участие в проектировании бронекатеров «Гюрза», катеров типа «Лань» (ТТ400ТР) и корветов проекта 58250. Новый проект получил обозначение 58181 и шифр «Кентавр». Технический проект катеров «Кентавр» был завершён летом 2015 года. Он вобрал в себя опыт проектирования и эксплуатации бронированных катеров «Гюрза» и «Гюрза-М», в сравнении с которыми был расширен функционал для выполнения специальных заданий — улучшено противопульное бронирование ходовой рубки, моторного отсека и десантного отделения.
В августе 2016 года в Николаеве были завершены разработка и испытания конструкции кресел для десанта ДШК «Кентавр».
Полученные характеристики по данному проекту приняты МО Украины для строительства серии катеров специального назначения БДШК «Кентавр». В июле 2015 года директор информационно-консалтинговой компании Defense Express С. Згурец выступил с заявлением, что для ВМС Украины необходимо не менее 18 катеров данного проекта до 2020 года.

## Строительство
Завод "Ленинская кузница" не имея техпроекта заключил соглашение с военным ведомством о строительстве первых двух катеров. Для подписания контракта по закону завод должен был предъявить технический проект, однако представители ГП «ИПЦК» не захотели передавать бесплатно документы, разработанные в инициативном порядке, а предложили купить проект и наблюдать за его постройкой. "ЗЛК" с ведома МОУ отказалась платить и допускать специалистов "ИПЦК" к работам по катеру и пообещал военным, что бесплатно сам сделает технический проект не хуже, а лучше николаевского - его назвали "Кентавр-ЛК" и он получил проектный номер 58503. С этого момента ГП "ИПЦК" к проекту БДШК "Кентавр-ЛК",  к результатам его испытаний не имел никакого отношения.    
В сентябре 2015 года командующий ВМС Украины вице-адмирал С. А. Гайдук сообщил, что в 2016 году на киевском судостроительном заводе ПАО «Завод „Ленинская кузница“» начнётся строительство катеров «Кентавр».
28 декабря 2016 года корпуса первых двух ДШК «Кентавр-ЛК» были заложены на ПАО «ЗЛК». 28 марта 2018 года командующий военно-морскими силами Украины вице-адмирал И. А. Воронченко пообещал, что катера «Кентавр» будут спущены на воду «летом 2018 года».

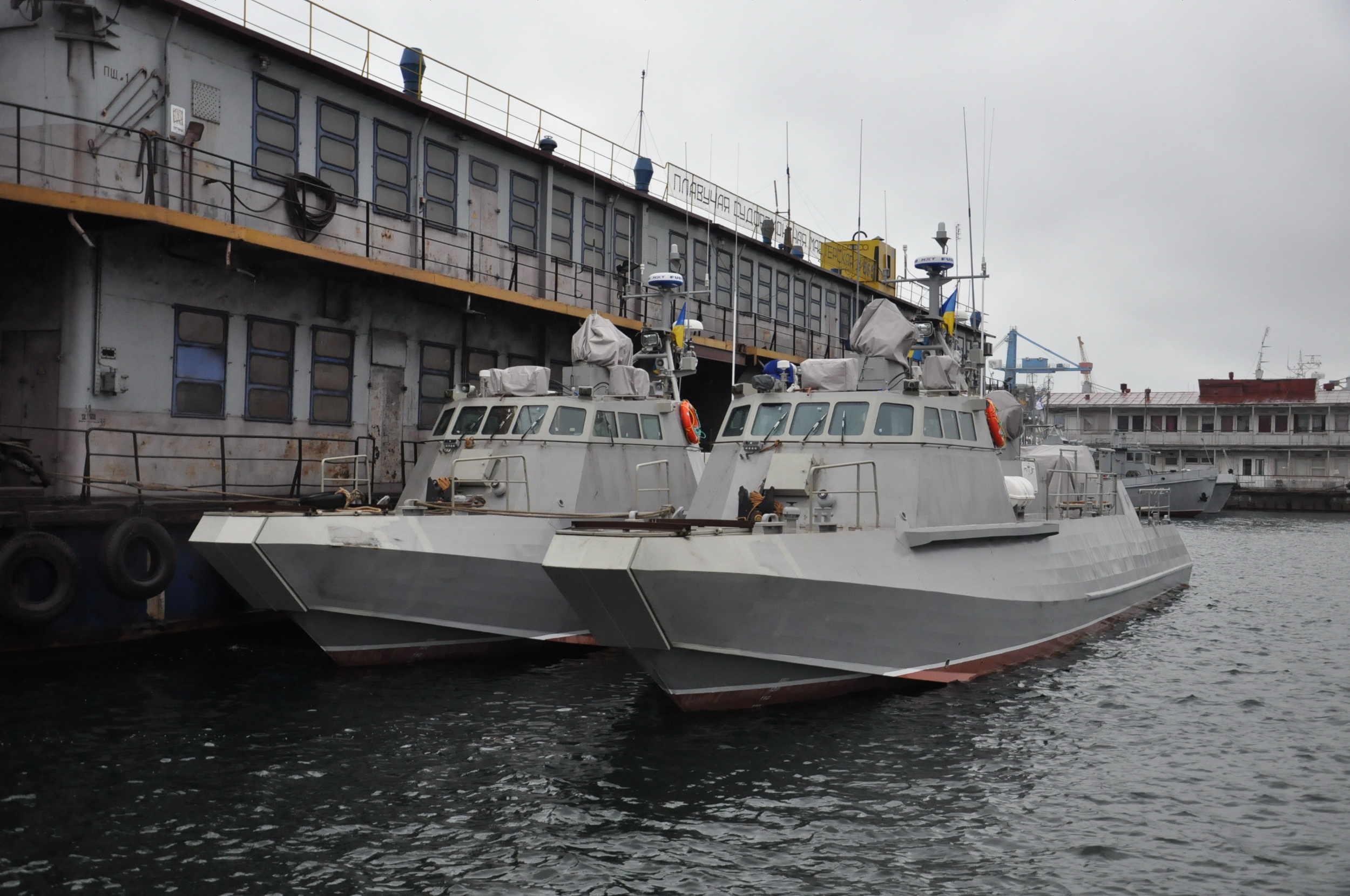
Два первых катера БДШК-01 и БДШК-02 на воде

14 сентября 2018 года состоялся спуск на воду головного катера «Кентавр-ЛК», в дальнейшем вошедшего в состав военно-морских сил Украины под наименованием БДШК-01.
20 сентября 2018 года на воду был спущен второй катер, в дальнейшем вошедший в состав военно-морских сил Украины под наименованием БДШК-02.
13 декабря 2018 года заместитель директора и главный конструктор завода «Кузня на Рыбальском» С. Белозубенко сообщил в интервью, что оба катера своим ходом прошли по Днепру до Одессы и проходят ходовые испытания, но новых катеров этого типа на заводе не заложено. Но уже 8 февраля 2019 года заложен третий катер проекта Кентавр.

## Вооружение
Вооружение базовой версии катера может изменяться по требованию заказчика и может включать:
- два боевых модуля, состоящих из пулемёта (7,62-мм или 12,7-мм) и автоматического гранатомёта (30-мм или 40-мм)[1];
- РСЗО (80-мм или 122-мм «Град»);
- личное стрелковое оружие экипажа и десанта (в том числе, ПЗРК)[11];
- средства постановки помех и ложных целей (в оптическом, ИК и РЛ диапазонах);
- морские мины.

Перевозимый десант — взвод морской пехоты со штатным стрелковым вооружением (что позволит организовать на берегу взводный опорный пункт).

## Варианты и модификации

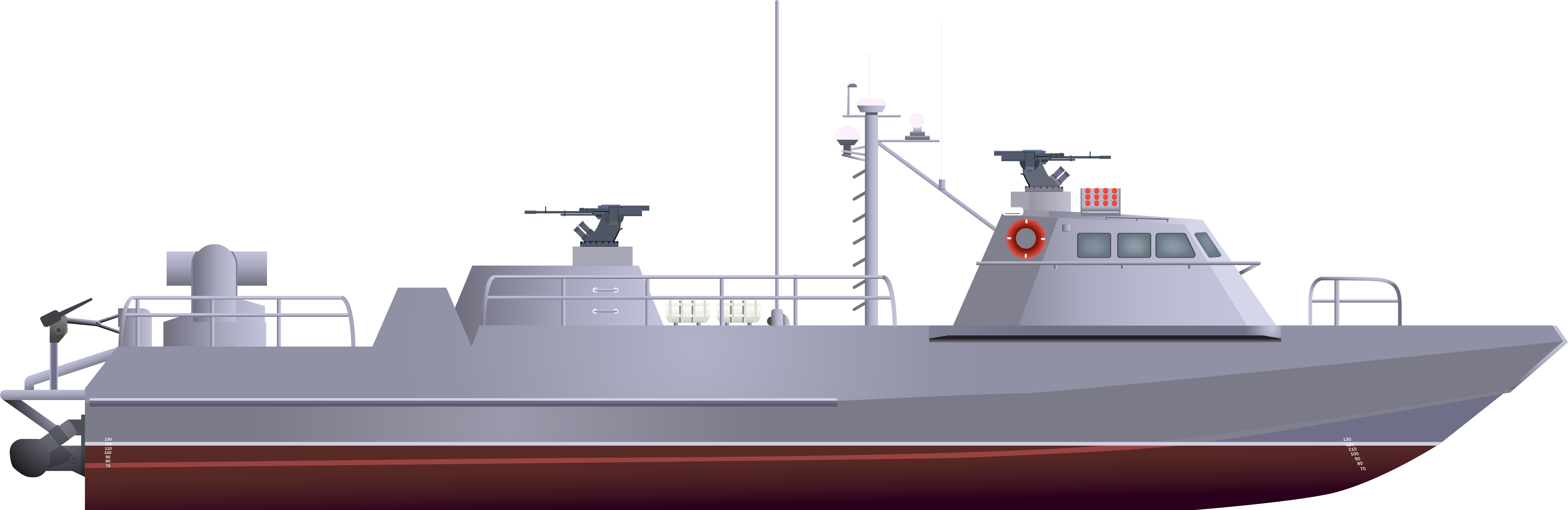
58503 «Кентавр-ЛК»

Два катера для ВМС Украины построены по проекту 58503 «Кентавр-ЛК» — в варианте, на котором установлены импортная радиолокационная станция немецкого производства, два боевых модуля ОБМ (с 12,7-мм пулемётами НСВ и 40-мм гранатомётами УАГ-40), РСЗО (два 20-ствольных авиационных блока Б-8 для запуска 80-мм неуправляемых реактивных снарядов С-8 на поворотной платформе) и пусковая установка для отстрела 81-мм дымовых гранат (с боекомплектом 45 дымовых гранат). Другими вариантами являются:
- десантный катер проекта 58181 «Кентавр» (два боевых модуля с 7,62-мм пулемётом и 30-мм автоматическим гранатомётом АГС-17)[11]
- катер для сил специальных операций;
- катер огневой поддержки (с 122-мм РСЗО «Град»);
- быстроходный катер для МЧС;
- санитарный катер;
- пожарный катер.

## Критика проекта
Украинские катера проекта «Кентавр-ЛК» ВМС Украины военный эксперт Тарас Чмут назвал «тяжёлой и несбалансированной» техникой. Они, по его словам, не оправдали возложенных ожиданий.

## Страны-эксплуатанты
- Украина — военно-морские силы Украины (с 2018 года)

## Представители проекта
| Название                 | Бортовой № | Изготовитель          | Заводской № | Дата закладки | Спуск на воду | Ввод в строй | Флот                        | Состояние                       |
| ------------------------ | ---------- | --------------------- | ----------- | ------------- | ------------- | ------------ | --------------------------- | ------------------------------- |
| «Станислав»/ «Станіслав» |            | Кузница на Рыбальском | L451        | 2016          |               |              | Военно-морские силы Украины | Испытания не прошел под арестом |
| «Малин»/«Малин»          |            | Кузница на Рыбальском | L452        | 2016          |               |              | Военно-морские силы Украины | Испытания не прошел под арестом |
|                          |            | Кузница на Рыбальском |             | 2019          |               |              | Военно-морские силы Украины | Не существует                   |